# Panayótis Varótsos
Panayótis Varótsos (en grec moderne : Παναγιώτης Βαρώτσος) est un physicien grec, professeur de physique dans le département de physique de l'université d'Athènes. Il est spécialiste de la physique du solide, et plus particulièrement de l'étude des défauts dans les cristaux.
Il est connu principalement pour être l'un des inventeurs, en 1981, de la méthode VAN qui a pour but de prédire les séismes. D'après cette méthode, il serait possible de prévoir un séisme en étudiant la résistivité électrique des roches du sous-sol. Malgré certains succès de prédiction en Grèce dans les années 1980, la méthode est toujours débattue par la communauté scientifique.
En 2001 il est le principal artisan d'un autre travail pionnier : l'analyse en temps naturel. Cette méthode statistique est d'abord pensée pour améliorer les prédictions de séisme faites par la méthode VAN, mais elle trouve également d'autres champs d'application en cardiologie (identification du risque d'infarctus) et en finance (prédiction des tendances boursières).
Varótsos est lauréat de la fondation Onassis pour l'environnement (1995). Il est également honoré par l'Académie d'Athènes (1978) et la fondation Empeirikion (1986). En 2016, l'Union des physiciens grecs l'honore pour l'ensemble de ses travaux par un prix, remis par Prokópis Pavlópoulos, alors président de la Grèce,.